# Jonatan Johansson (snowboardåkare)
Jonatan Johansson, född 7 mars 1980 i Sollentuna, Stockholms län, död 12 mars 2006 i Lake Placid, New York, USA, var en svensk snowboardåkare (boardercross). Han kom på tolfte plats i OS i Turin 2006.

## Död
Johansson omkom i en olycka under ett träningspass en knapp månad efter OS 2006. Han kraschade efter ett hopp, vilket fick till följd att ett av lårbenen gick av och trycktes upp i bålen där det punkterade flera inre organ. Detta ledde till hans omedelbara död.